# Mireille Oudit
Mireille Oudit née Simmonet, est une femme politique française, née le 10 octobre 1945 à Vitry-le-François, dans la Marne.

## Biographie

### Études et famille
Originaire d’une famille d’agriculteurs de Saint-Amand-sur-Fion, Mireille Oudit est née le 10 octobre 1945 à Vitry-le-François, la ville la plus proche. Après l’obtention de son certificat d’études primaires, elle suit des cours agricoles hebdomadaires. Elle se marie en 1964 et rejoint ensuite la ferme de son époux à Rosay. Ils auront sept enfants, dont six filles, et dix-neuf petits-enfants[réf. nécessaire].
Elle est aujourd’hui exploitante agricole retraitée. Elle possède avec son mari vaches laitières, champs de céréales et betteraves ainsi que des vignes plantées en 1991, à la suite de l’extension de l’appellation champagne dans le Vitryat.

### Engagement politique et syndical
Elle adhère dans les années 1980 à la FDSEA marnaise.
En 1995, alors que son mari abandonne son mandat de conseiller municipal, Mireille Oudit se présente et devient maire de la commune de Val-de-Vière, réunissant les villages de Doucey et Rosay. Réélue maire en 2001, Jean-Claude Étienne, sénateur de la Marne rencontré par le biais de la FDSEA, lui propose d'être sa suppléante pour les élections sénatoriales de la même année pour notamment respecter la loi sur la parité ainsi qu'un certain équilibre géographique des candidats aux sénatoriales. Malgré sa volonté de rester le premier magistrat de sa commune, elle n'est pas réélue maire en 2008 mais reste conseillère municipale.
Le 27 octobre 2010, Jean-Claude Étienne est nommé au Conseil économique, social et environnemental, provoquant sa démission du Sénat. Son siège revient à sa suppléante qui, après un week-end de réflexion avec sa famille, accepte de lui succéder au Palais du Luxembourg. René-Paul Savary, président du conseil général de la Marne et suivant sur la liste, devient son suppléant. Elle entre officiellement au Sénat le 3 novembre 2010. Elle est actuellement présidente du syndicat d'eau potable de Vavray-le-Petit.

## Sénatrice de la Marne
Arrivée au Sénat « presque par hasard », elle avoue se perdre au début de son mandat dans les couloirs du Palais du Luxembourg et avoir grandement bénéficié de l'aide de ses attachés parlementaires, Andréa et Yann. Siégeant au numéro 272, elle rejoint le groupe UMP. Elle est par ailleurs membre de la commission de la culture, de l'éducation et de la communication et participe à la mission commune d'information relative à Pôle emploi.
Lors du renouvellement de 2011, elle est écartée de liste UMP-AC-Divers droite, qui présente deux sénateurs sortants (Yves Détraigne et Françoise Férat) et René-Paul Savary, président du conseil général,. Elle décide de ne pas se représenter et René-Paul Savary lui succède au Sénat. Son mandat prend fin le 30 septembre 2011.

## Détail des fonctions et mandats

### Mandats locaux
- De 1995 à 2001, puis de 2001 à 2008 : maire de Val-de-Vière
- Depuis 2008 : conseillère municipale de Val-de-Vière

### Mandat parlementaire
- 3 novembre 2010 - 30 septembre 2011 : sénatrice (UMP) de la Marne